# Изоборнилацетат
Изоборнилацетат — сложный эфир изоборнеола и уксусной кислоты, относится к терпеноидам.

## Свойства
Изоборнилацетат — бесцветная жидкость с камфорным запахом. Растворяется в этаноле (в 70%-ном этаноле - в соотношении 1:3) и органических растворителях. В воде нерастворим.

## Нахождение в природе и получение
Изоборнилацетат содержится во многих эфирных маслах. Его получают искусственным путём взаимодействием камфена с уксусной кислотой в присутствии кислотных катализаторов.

## Применение
Применяется борнилацетат как компонент пищевых эссенций, а также для отдушки мыла и товаров бытовой химии.